# Džezva
Džezva je posuđe tipično za Bosnu i Hercegovinu, s dugom drškom namijenjeno kuhanju turske kave. Riječ džezva potječe od turske riječi Cezve.
Džezva može biti napravljena od: bakra, željeza, čelika ili od vatrostalnog stakla. Drška može biti od istog materijala od kojeg je napravljena i posuda, ali može biti i od drveta, bakelita ili vatrostalne plastične mase.

## Srodni članci
- Fildžan